# Aemasia major
Aemasia major är en insektsart som beskrevs av Brunner von Wattenwyl 1895. Aemasia major ingår i släktet Aemasia och familjen vårtbitare. Inga underarter finns listade i Catalogue of Life.